# Нгарка-Тобантаркаяха
Нгарка-Тобантаркаяха (Нгарка-Табатаркаяха, устар. Нгарка-Тобан-Тарка-Яха) — река в Ямальском районе Ямало-Ненецкого АО. Устье реки находится в 113 км от устья Хадытаяхи по левому берегу. Длина реки составляет 43 км.

## Данные водного реестра
По данным государственного водного реестра России относится к Нижнеобскому бассейновому округу, водохозяйственный участок реки — Обь от города Салехард и до устья, речной подбассейн реки — бассейны притоков Оби ниже впадения Северной Сосьвы. Речной бассейн реки — (Нижняя) Обь от впадения Иртыша.
Код объекта в государственном водном реестре — 15020300212115300034913.